# Catedral de San Marcos (Arica)

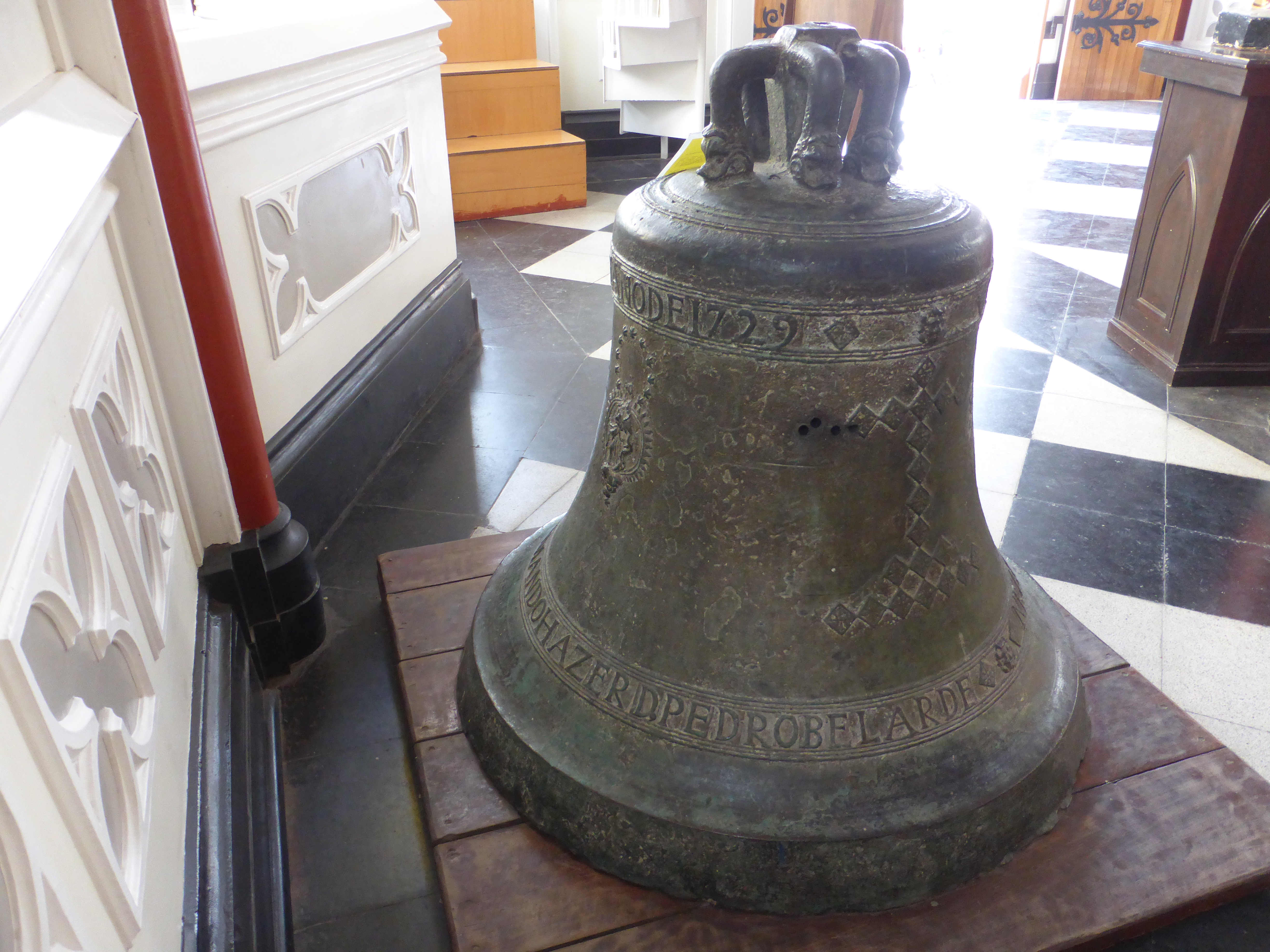
Campana del año 1729.

La Catedral de San Marcos es la principal iglesia de Arica, ubicada en el centro de esa ciudad del norte de Chile, en la calle Bolognesi 170, frente a la plaza Colón, entre las calles San Marcos y 7 de junio.

## Historia
La construcción fue encargada en el siglo XIX, cuando la ciudad formaba parte del Perú, por el gobierno del presidente de ese país José Balta a los talleres del francés Gustave Eiffel; originalmente estaba destinada para el balneario de Ancón.
La antigua iglesia matriz databa de la época virreinal y estuvo en pie 226 años hasta que fue destruida por el terremoto de 1868. Debido a esto, un comité de damas de Arica pidió a Balta que esa construcción fuese destinada a la ciudad, pedido que fue aceptado por el presidente.
La estructura metálica proveniente de Francia llegó a Arica en 1875 y fue armada por técnicos franceses; una vez terminados por estos los trabajos, la iglesia fue inaugurada en 1876 sobre los escombros del templo destruido.
En 1880, durante la guerra del Pacífico, Arica cayó en poder de Chile y, por el Tratado de Ancón de 1884, aunque la ciudad pasó a ser administrada formalmente por este país, se estableció que después de un plazo de diez años un plebiscito definiría su pertenencia. Ese referéndum no se realizó, pero eso explica que hasta inicios del siglo XX la parroquia de Arica siguiera dependiendo de la diócesis peruana de Arequipa, como lo había dispuesto la Santa Sede.
El 27 de febrero de 1910, el intendente de Arica, Máximo Lira, decretó la expulsión del párroco Juan Vitaliano Berroa y de su auxiliar Juan Gualberto Guevara, por ser peruanos, y los reemplazó con capellanes militares chilenos. La jurisdicción de Arica pasó entonces al vicariato general castrense de Chile y poco después, 1911, fue anexada al vicariato apostólico de Tarapacá, actual diócesis de Iquique. En 1959, el beato Juan XXIII otorgó cierta autonomía a la administración eclesiástica de la ciudad, creando la Prelatura nullius de Arica.  En 1986, el beato Juan Pablo II separó de manera definitiva a la provincia de Arica de la jurisdicción eclesiástica de Iquique, fundando la diócesis de Arica, con lo que la iglesia parroquial de San Marcos fue elevada a catedral.

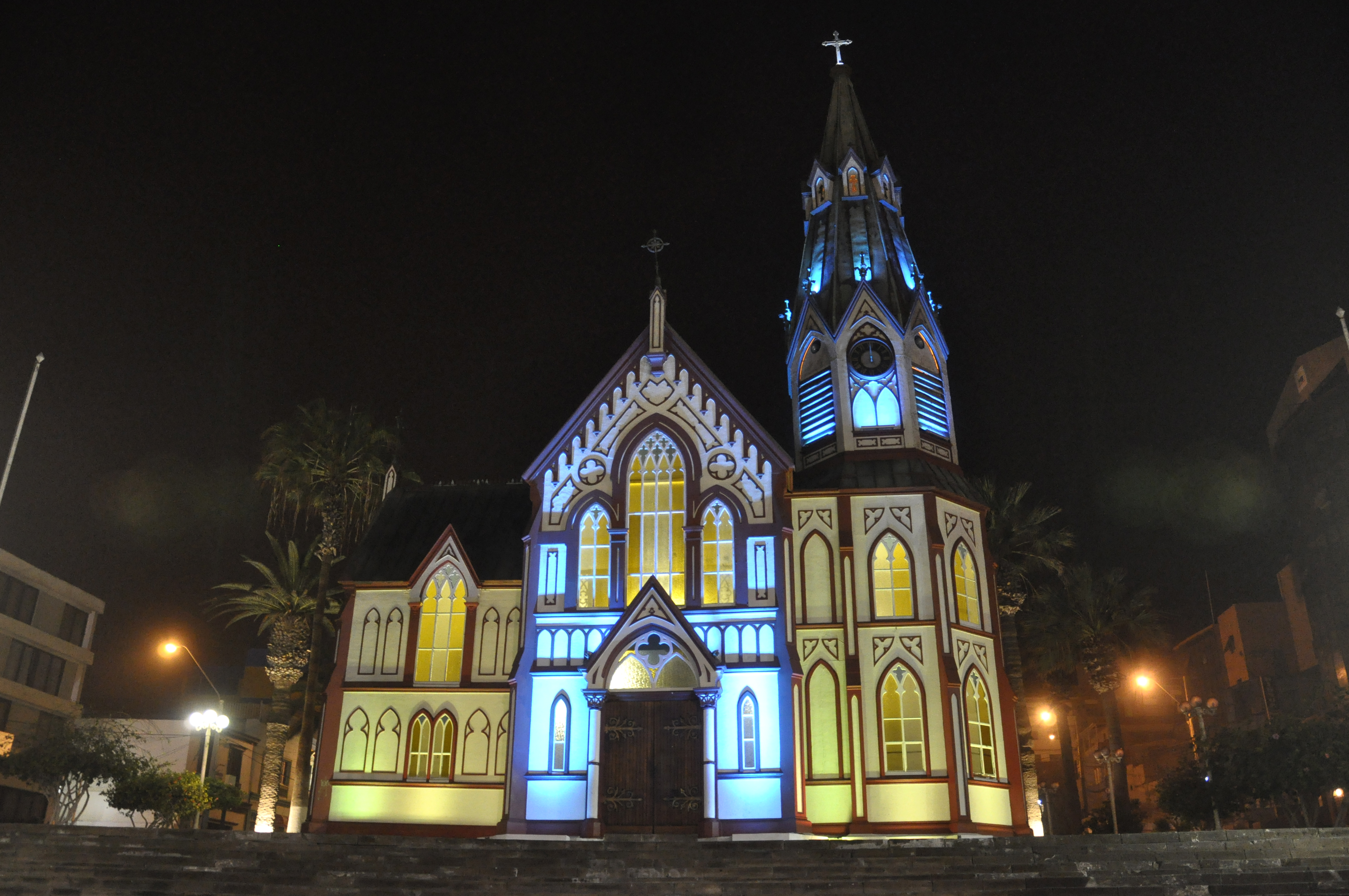
Catedral iluminada (agosto de 2011)

El templo construido en los talleres de Eiffel fue declarado Monumento nacional el 4 de octubre de 1984 y la campana que se expone en su interior, Monumento Histórico el 5 de agosto de 2002 (decreto D.E. 709).
La iglesia, inspirada en el estilo gótico, tiene una estructura completamente metálica, exceptuando sus dos puertas de madera.
Su patrono, San Marcos, es celebrado cada 25 de abril, fecha de la fundación española de la ciudad. Se ubica entre las calles San Marcos, Yungay y Bolognesi, frente a la plaza Colón (visitas de 8:30 a 14 y de 18 a 22 h). Entre marzo y agosto de 2010, el estudio de arquitectura Atelier Consultores desarrolló un proyecto de restauración destinado a detectar sus daños, poner en valor su condición original y proyectar su conservación para las futuras generaciones.

## Restauración
El terremoto de abril de 2014 derribó la cruz de la catedral y causó otros daños. El templo fue clausurado al público en agosto de 2015 y estuvo cerrado durante 17 meses, hasta mediados de enero de 2017, tiempo en el que fue restaurado.